# Saison 1 de Mr Selfridge
Chronologie
Saison 2
Cet article présente les épisodes de la première saison de la série télévisée britannique Mr Selfridge.

## Époque
Cette saison se déroule sur la période s'étendant de mars 1908 à fin 1910.

## Distribution de la saison

### Acteurs principaux
- Jeremy Piven : Harry Gordon Selfridge
- Frances O'Connor : Rose Selfridge
- Kika Markham : Lois Selfridge
- Ron Cook : Arthur Crabb
- Tom Goodman-Hill : Roger Grove
- Amanda Abbington : Josie Mardle
- Trystan Gravelle : Victor Colleano
- Samuel West : Frank Edwards
- Aisling Loftus : Agnes Towler
- Grégory Fitoussi : Henri Leclair
- Anna Madeley : Irene Ravillious
- Katherine Kelly : Lady Mae Loxley
- Zoe Tapper : Ellen Love
- Oliver Jackson-Cohen : Roderick Temple
- Nick Moran : Reg Towler

### Acteurs récurrents
- Adam Wilson : Gordon Selfridge
- Poppy Lee Friar : Rosalie Selfridge
- Freya Wilson : Violette Selfridge
- Raffey Cassidy : Beatrice Selfridge
- Amy Beth Hayes : Kitty Hawkins
- Calum Callaghan : George Towler
- Deborah Cornelius : Miss Blenkinsop
- Lauren Crace : Doris Millar
- Timothy Watson : M. Perez
- Pippa Haywood : Flora Bunting
- Malcolm Rennie : Fraser
- Will Payne : Tony Travers

### Acteurs invités
- Wendy Nottingham : Mildred Crabb
- Lee Moulds et Laura Jeanne : assistants
- Chris Cowlin
- Eliza Jones : Elsie
- Max Gell : Un journaliste
- Nick Moran : Reg Towler
- Joséphine de La Baume : Valerie Maurel

## Épisodes

### Épisode 1:Naissance d'un grand magasin
- Royaume-Uni : 6 janvier 2013 sur ITV
- France : 
  - 2 juillet 2013 sur OCS Max
  - 22 janvier 2016 sur Chérie 25
- Québec : 10 janvier 2015 sur Radio-Canada

- Royaume-Uni : 9,36 millions de téléspectateurs

### Épisode 2:Le bal est ouvert
- Royaume-Uni : 13 janvier 2013 sur ITV
- France : 
  - 9 juillet 2013 sur OCS Max
  - 29 janvier 2016 sur Chérie 25
- Québec : 17 janvier 2015 sur Radio-Canada

- Royaume-Uni : 8,95 millions de téléspectateurs

### Épisode 3:La Muse
- Royaume-Uni : 20 janvier 2013 sur ITV
- France : 
  - 16 juillet 2013 sur OCS Max
  - 5 février 2016 sur Chérie 25
- Québec : 24 janvier 2015 sur Radio-Canada

- Royaume-Uni : 7,60 millions de téléspectateurs

### Épisode 4:Une femme délaissée est une femme dangereuse
- Royaume-Uni : 27 janvier 2013 sur ITV
- France : 
  - 23 juillet 2013 sur OCS Max
  - 12 février 2016 sur Chérie 25
- Québec : 31 janvier 2015 sur Radio-Canada

- Royaume-Uni : 7,73 millions de téléspectateurs

### Épisode 5:Le Portrait
- Royaume-Uni : 3 février 2013 sur ITV
- France : 
  - 30 juillet 2013 sur OCS Max
  - 19 février 2016 sur Chérie 25
- Québec : 7 février 2015 sur Radio-Canada

- Royaume-Uni : 7,76 millions de téléspectateurs

### Épisode 6:Le Déjeuner de ces dames
- Royaume-Uni : 10 février 2013 sur ITV
- France : 
  - 6 août 2013 sur OCS Max
  - 26 février 2016 sur Chérie 25
- Québec : 14 février 2015 sur Radio-Canada

- Royaume-Uni : 7,79 millions de téléspectateurs

### Épisode 7:Quand le passé nous hante
- Royaume-Uni : 17 février 2013 sur ITV
- France : 
  - 13 août 2013 sur OCS Max
  - 4 mars 2016 sur Chérie 25
- Québec : 21 février 2015 sur Radio-Canada

- Royaume-Uni : 7,88 millions de téléspectateurs

### Épisode 8:Tout pour un penny
- Royaume-Uni : 24 février 2013 sur ITV
- France : 
  - 20 août 2013 sur OCS Max
  - 11 mars 2016 sur Chérie 25
- Québec : 28 février 2015 sur Radio-Canada

- Royaume-Uni : 7,71 millions de téléspectateurs

### Épisode 9:Vague de froid
- Royaume-Uni : 3 mars 2013 sur ITV
- France : 
  - 27 août 2013 sur OCS Max
  - 18 mars 2016 sur Chérie 25
- Québec : 7 mars 2015 sur Radio-Canada

- Royaume-Uni : 7,40 millions de téléspectateurs

### Épisode 10:On récolte ce que l'on sème
- Royaume-Uni : 10 mars 2013 sur ITV
- France : 
  - 3 septembre 2013 sur OCS Max
  - 25 mars 2016 sur Chérie 25
- Québec : 14 mars 2015 sur Radio-Canada

- Royaume-Uni : 7,73 millions de téléspectateurs